# USS LST-861
O USS LST-861 foi um navio de guerra norte-americano da classe LST que operou durante a Segunda Guerra Mundial.